# Lecanogaster
Lecanogaster is een monotypisch geslacht van straalvinnige vissen uit de familie van de schildvissen (Gobiesocidae).

## Soort
- Lecanogaster chrysea Briggs, 1957